# Friday the 13th: The Series
Friday the 13th: The Series é uma série canadense de horror criada para a televisão e exibida entre 1987 e 1990. Foi exibida no Brasil com nome de Sexta-Feira 13 - O Legado, e era transmitida pela Rede Globo com o nome de Loja do Terror.
Foi inteiramente filmada na cidade de Toronto, no Canadá. Originalmente a série se chamaria The 13th Hour ("A 13ª Hora"), porém o produtor Frank Mancuso, Jr. acreditou que isto poderia afastar muitos telespectadores, e preferiu o nome Friday the 13th, para atrair deliberadamente mais público. Apesar deste título, a série não tem qualquer ligação com a franquia Sexta-feira 13, já que Jason Voorhees não aparece em nenhum episódio.
As duas séries, no entanto, tem diversas associações em seu elenco e na equipe que o produziu; o produtor do programa, Mancuso, Jr., também produziu os filmes da série, desde Friday the 13th Part 2 (1981) até a parte final, distribuída pela Paramount (Friday the 13th Part VIII: Jason Takes Manhattan, em 1989, um ano antes do fim da série televisiva). A estrela do programa, John D. LeMay, também apareceu posteriormente em Jason Goes to Hell: The Final Friday, e o ator convidado John Shepherd interpretou Tommy Jarvis em Friday the 13th: A New Beginning. O diretor David Cronenberg, responsável por um episódio da série de TV, apareceu em Jason X. Fred Mollin, Rob Hedden e Tom McLoughlin também trabalharam nas duas séries.

## História
O objetivo principal é apresentar em 72 episódios, de aproximadamente 60 minutos, histórias de temática similar às já apresentadas em outras séries de sucesso, como Além da Imaginação. As histórias são independentes entre si. Contudo, são amarradas por um tema central, uma loja de antiguidades, que vende objetos amaldiçoados. O proprietário Lewis Vendredi, (o ator R. G. Armstrong), havia feito um pacto com o diabo para ter dinheiro e imortalidade, vendendo em troca os estranhos objetos de sua loja, que levariam desgraça e morte aos compradores. A informação é trazida no episódio A Herança (The Inheritance).
Estando depois arrependido e sentindo-se culpado pela morte de tantos de seus clientes, ele tenta desfazer o pacto e por isso desperta a fúria de Satã. Morrendo, o estabelecimento é entregue como herança de família para seus sobrinhos Ryan Dallion, John D. LeMay, o único ator do elenco fixo que participou de algum filme da série do cinema, no caso a Parte 9, Jason Goes To Hell: The Final Friday, de 1993, e Michelle Foster, a canadense Louise Robey, que desapareceu das telas depois da série, que são primos distantes que não se conheciam até se encontrarem pela primeira vez por conta dos assuntos sobre a loja de antiguidades. Todavia, eles não imaginariam o indesejável legado que estariam recebendo através de uma maldição satânica.
Enquanto olhavam a loja para avaliarem o que herdaram, conhecem o fornecedor de antiguidades, Jack Marshack, interpretado pelo ator inglês Chris Wiggins, um velho conhecido do tio e estudioso de ocultismo. Juntos, eles descobrem que os objetos à venda trazem uma maldição terrível para quem se apossa deles, e o trio resolve então recuperar esses utensílios o mais rapidamente possível para que possam ser evitadas mais tragédias. É dentro desse espírito que se desenrola a série, que chegou a ser lançada em VHS no Brasil pela CIC Video, em fitas contendo apenas dois episódios. Hoje é um material raro que se encontra fora de catálogo.